# Dobrado Barão do Rio Branco
O Dobrado Barão do Rio Branco é uma composição do maestro brasileiro Francisco Braga em homenagem a José Maria da Silva Paranhos Júnior, o Barão do Rio Branco. A canção de característica militar foi composta no ano de 1904.